# Enno-Ilka Uhde

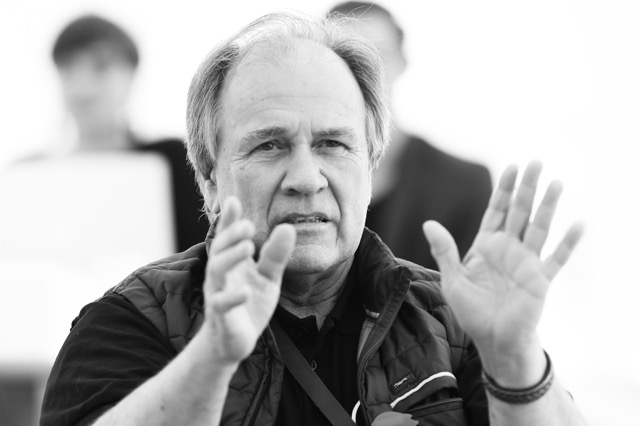
Enno-Ilka Uhde (2015)

Enno-Ilka Uhde (* 25. August 1948 in Wiesbaden) ist ein deutscher Maler und Regisseur.

## Leben

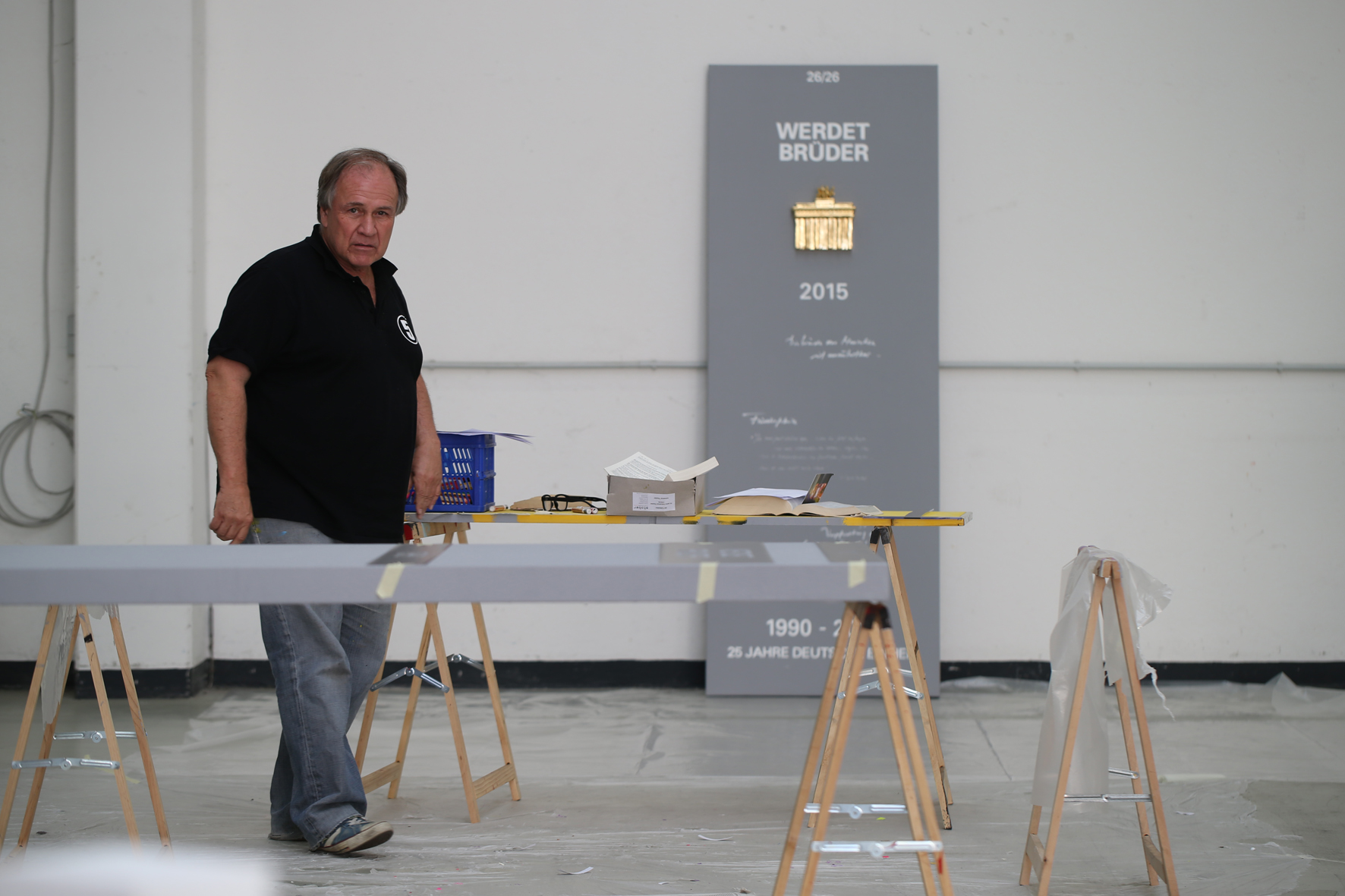
Enno-Ilka Uhde an der Fertigstellung der 2015 Stele „Werdet Brüder“

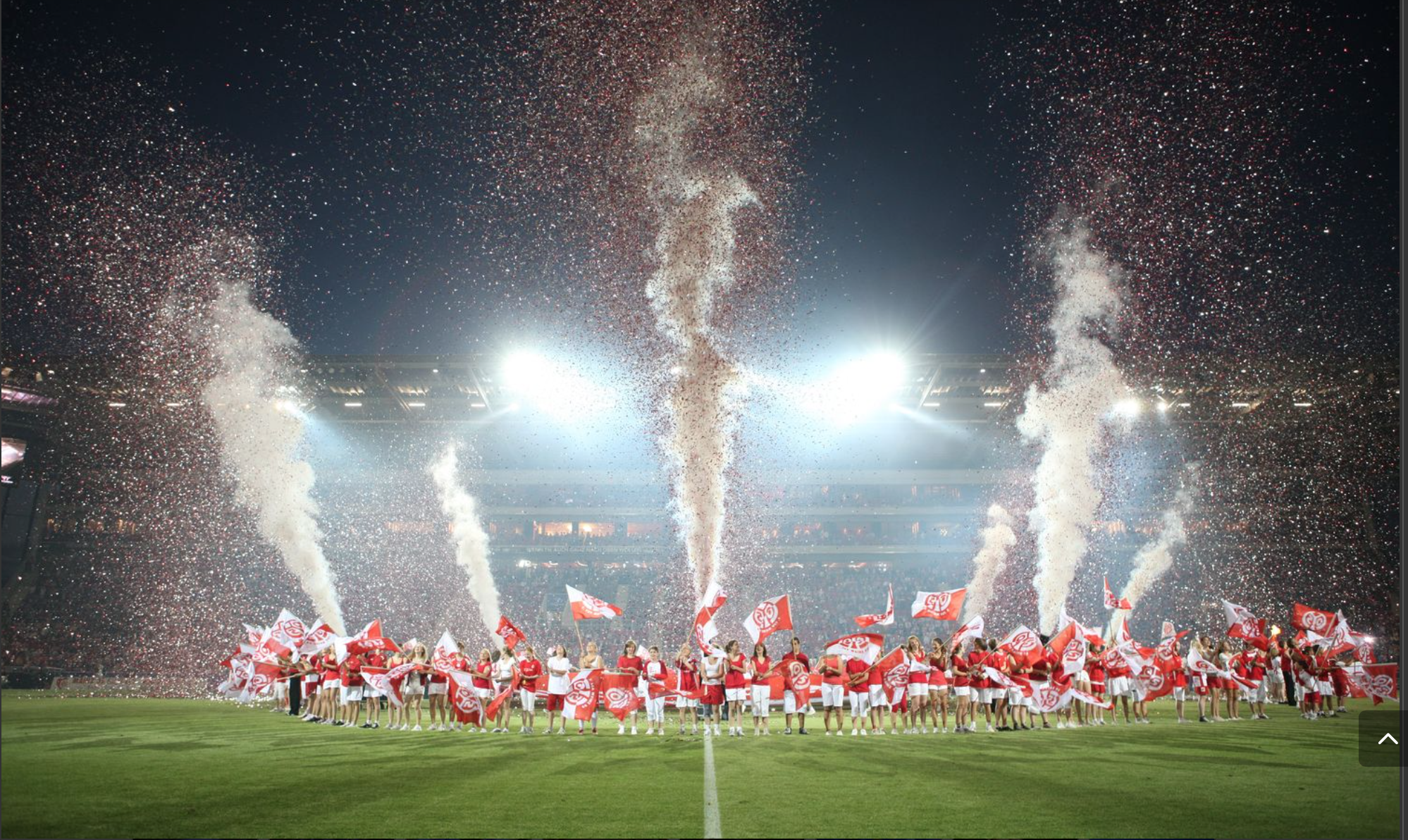
Eröffnung der Coface Arena in Mainz 2011

Enno-Ilka Uhde studierte am Konservatorium in Wiesbaden Musik und Operngesang, später dann an der Universität in Frankfurt Germanistik, Politologie und Philosophie. Er lebte und arbeitete in Wiesbaden, bevor er seinen Lebensmittelpunkt in Karlsruhe fand. Im Februar 2012 wurde Uhde zum Professor an der Hochschule für Musik Karlsruhe für sein Lebenswerk ernannt.
Als Regisseur für Eröffnungsfeiern und Siegerehrungen ist er seit 1999 für den Deutschen Fußball-Bund und seit 2006 für die UEFA tätig. Ebenso hat er den Confederations Cup 2005 inklusive der Einweihung der Commerzbank-Arena in Frankfurt und die Einweihung der Coface Arena in Mainz inszeniert. Daneben zeichnete er verantwortlich für Groß- und Firmenevents für Kunden wie VEBA, Burda oder Züblin.
Zur Malerei kam Enno-Ilka Uhde schon im jugendlichen Alter, erst gegenständlich, später dann abstrakt-expressionistisch. Durch das Überblenden mit seiner eigenen Schrift gab er dem ursprünglich abstrakt-expressionistischen Bild eine unverwechselbare Note und kam im Laufe der Zeit auf die „moderne Historienmalerei“ (so Peter Weibel). Für die Stadt Karlsruhe malte er zu deren 300-jährigem Jubiläum 2015 301 Zeitstelen, die die Weltgeschichte mit der Karlsruher Geschichte Jahr für Jahr verband. Für die Feierlichkeiten zum 25-jährigen Jubiläum der Deutschen Einheit „scribbelte“ er 26 Stelen mit Texten, die die Ereignisse der letzten 25 Jahre der Einheit Jahr für Jahr widerspiegeln.
Parallel dazu beschäftigt sich Uhde professionell mit Design, Konzeption von 3D-Filmen für seine Inszenierungen, Philosophie und ästhetischer Theorie.

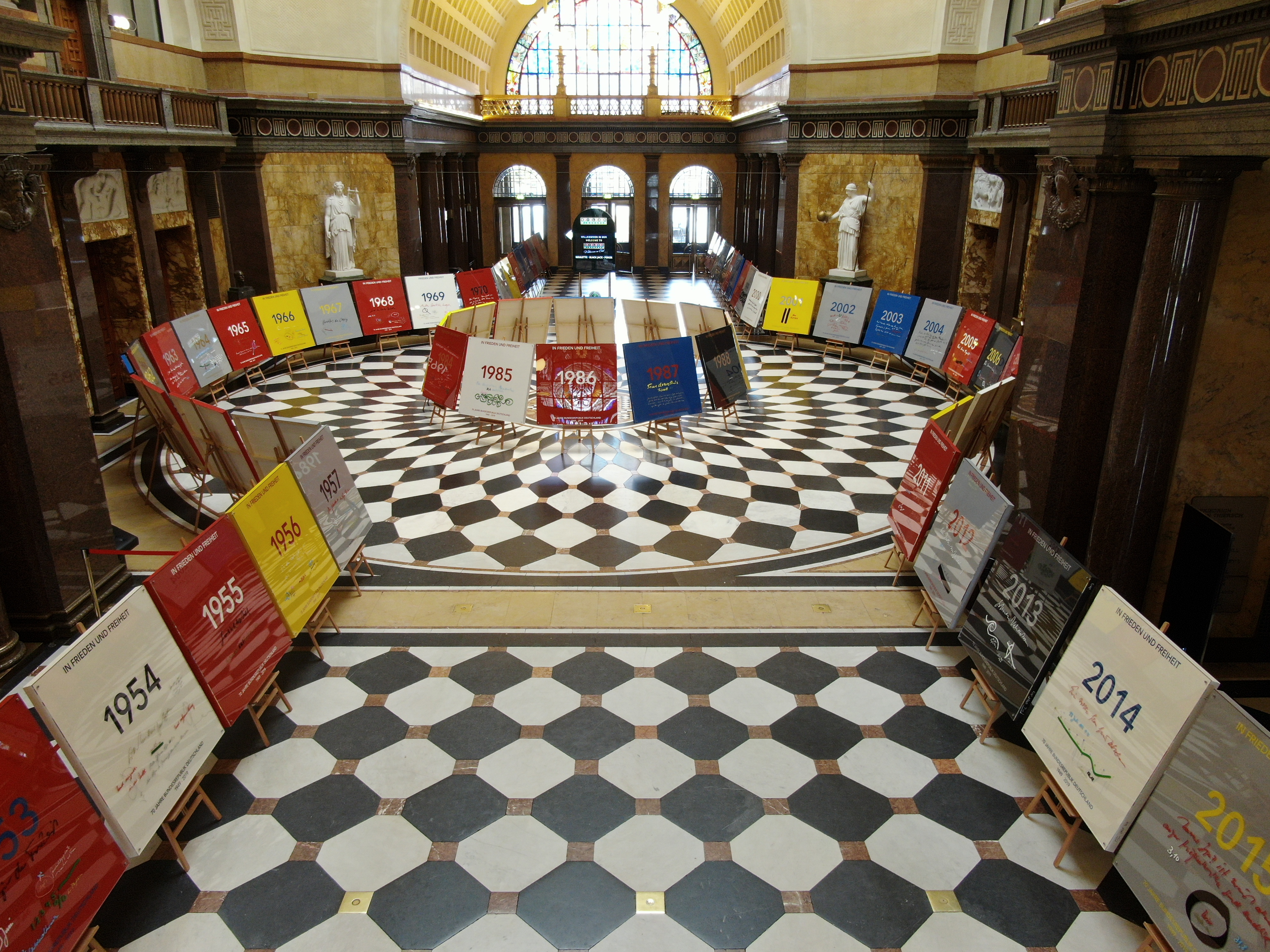
Ein Blick mit der Drohne auf die 74 Exponate (über 110 Meter lang und über 2,5 Tonnen schwer) im Kurhaus Wiesbaden bei der Vernissage zu „70 Jahre Bundesrepublik Deutschland“

Im Zuge der Feierlichkeiten im Jahre 2019 zum historischen Jubiläum „70 Jahre Bundesrepublik Deutschland“ präsentierte er ein Kunstwerk, bei dem für jedes der 70 Jahre ein serielles und doch von ihm jeweils individuell gestaltetes Bild entstand. Die 74 nummerierten Kunstwerke (1949–2019) geben in ihrer Gesamtheit die gesellschaftspolitische Dimension der Bundesrepublik Deutschlands ästhetisch wieder.

## Ausstellungen (Auswahl)
- 2014: „Weltenraum in 3 Akten“, Galerie Kaiser & Cream in Wiesbaden
- 2015: „Back to Bambi“, zum 300. Geburtstag Karlsruhe, Bruchsal
- 2015: „Back to Bambi auf der Art Karlsruhe“, Stand H1/T09
- 2015: „Problemzone 5. OG“, Hautzentrum Karlsruhe, Karlsruhe
- 2015: „Werdet Brüder“, Feierlichkeiten zu 25 Jahre Deutsche Einheit, Alte Oper Frankfurt
- 2019: „70 Jahre Bundesrepublik Deutschland – In Frieden und Freiheit“ – Einmalige Ausstellung von 74 Exponaten am 24.09. im Kurhaus Wiesbaden
- 2020: „Feuertrunken Götterfunken - 250 Jahre Ludwig van Beethoven“, RheinMain CongressCenter
- 2021: „Meine Ries:innen“ – Auf den Schultern von Riesen, RheinMain CongressCenter